# Dunovka proměnlivá
Dunovka proměnlivá (Theba pisana) je plicnatý suchozemský plž z čeledi hlemýžďovitých. Pochází z celé oblasti Středomoří, ale jako invazivní druh se vyskytuje i v jiných zemích. V zemědělství je považována za škůdce.

## Popis

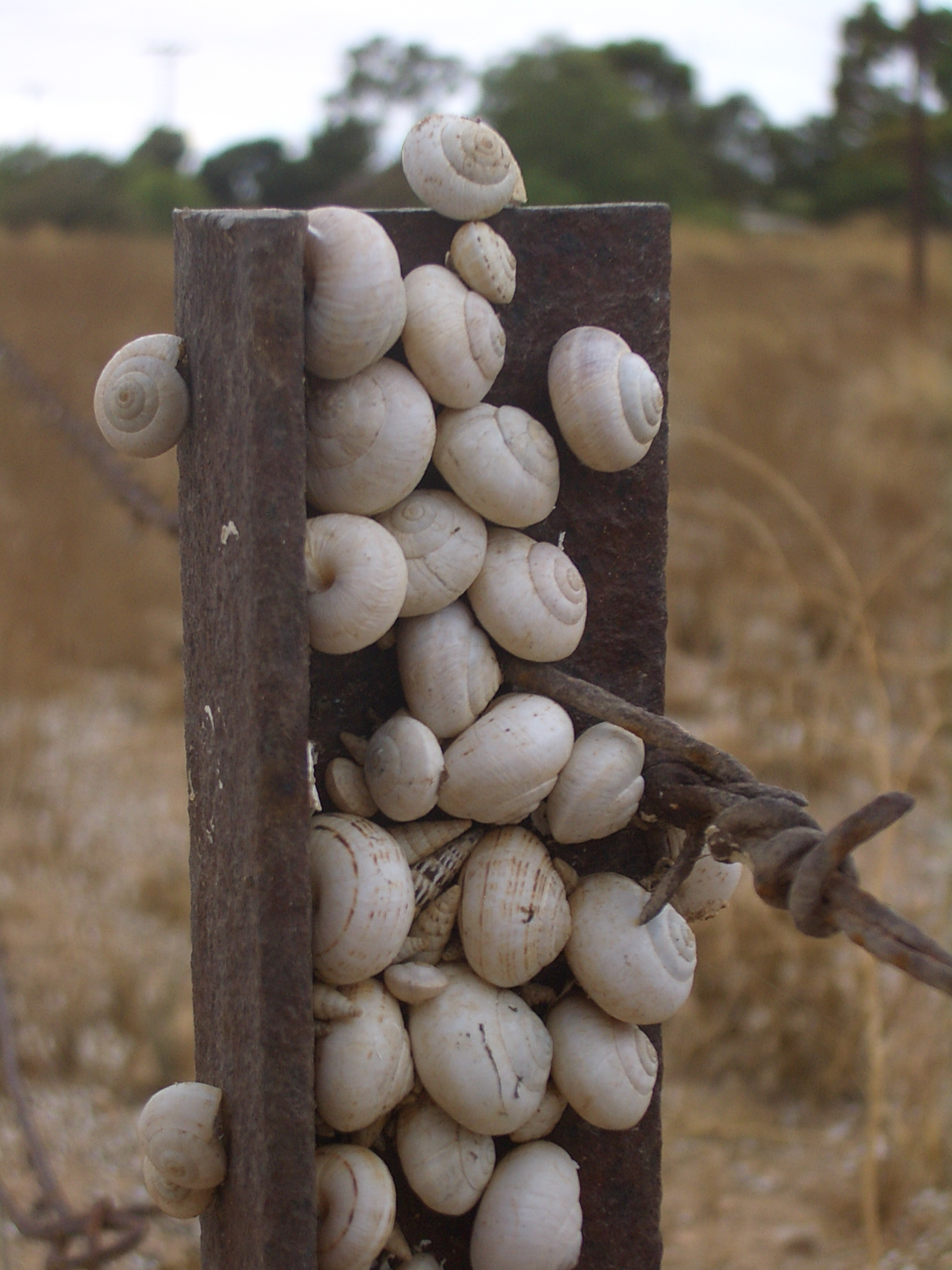
Kolonie dunovek proměnlivých spolu se suchomilkami hrotitými na části plotu v Austrálii

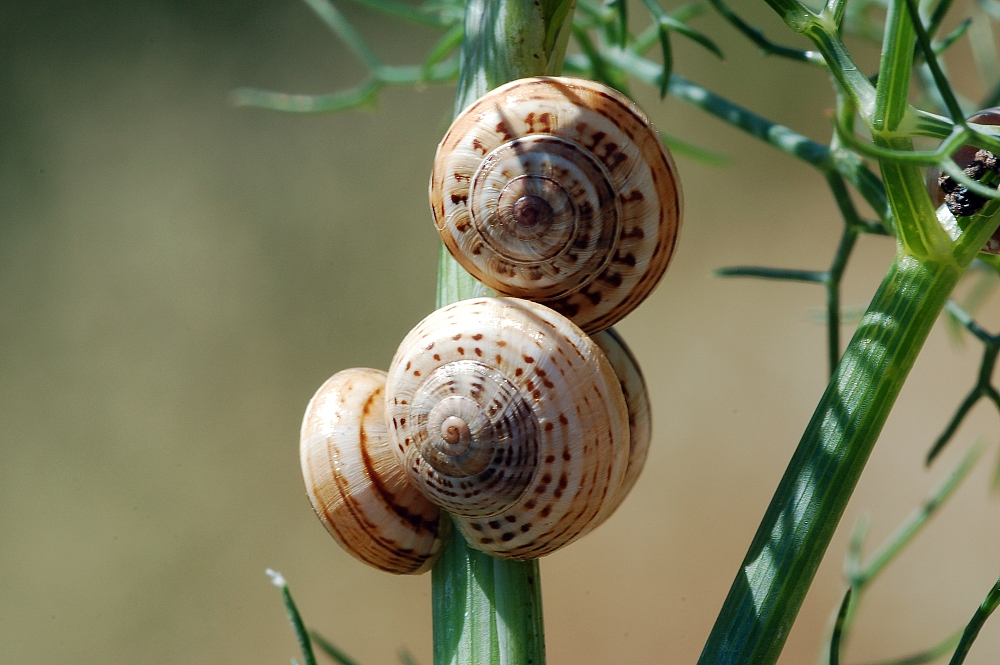
Dunovky písečné estivující na stonku rostliny

Ulita dosahuje šířky 12 až 25 mm a výšky 9 až 20 mm. Barva ulity je různá, liší se podle poddruhů, ale zpravidla mívá krémově bílé, žluté až oranžové pozadí, na němž mohou být hnědé, do spirály uspořádané proužky. Noha má zpravidla žlutou barvu.
Dunovka proměnlivá může být zaměněna se suchomilkou písečnou (Cernuella virgata), tento plž má však podstatně menší ulitu.

## Rozšíření
Dunovka proměnlivá původně pochází z oblasti Středomoří, ale byla člověkem zavlečena do řady jiných míst, např. již v 18. století na území Británie a Irska, v roce 1881 do Jižní Afriky, později do Nizozemska, Belgie, jiných částí Afriky, Asie, Severní Ameriky (Kalifornie), jihozápadní a jihovýchodní Austrálie a Tasmánie.
V mnoha zemích, kde byla dunovka proměnlivá introdukována, je považována za invazivní druh a závažného škůdce. Například v Jihoafrické republice kolonie dunovek významně poškozují fynbos.
V Česku výskyt tohoto plže pravděpodobně zaznamenán nebyl, jelikož není uveden v seznamu měkkýšů Česka z roku 2010.

## Ekologie
Dunovka proměnlivá obvykle žije v pobřežních oblastech, v písčitých stanovištích nebo v jejich blízkosti. V horkém období roku prožívá estivaci, často je přitom přímo vystavená slunci, přichycená k travám, keřům nebo sukulentním rostlinám, plotovým sloupkům, vysokým plevelům a podobně. Je běžná v blízkosti pláží. Podle názvu je zřejmé, že žije i na písečných dunách. V chladnějších oblastech u dunovek estivace neprobíhá, za suchého počasí šplhají po rostlinách. Dunovka není schopna přežít silné zimní mrazy.
Dunovky se mnohdy vyskytují v koloniích s dalšími druhy suchozemských plžů, jako je suchomilka hrotitá a suchomilka písečná, liší se od nich tím, že mohou žít hlouběji v písku a jejich výskyt je zpravidla větší. Patří mezi jedny z nejběžnějších druhů suchozemských plžů v přímořské oblasti mezi jižním Portugalskem a Řeckem.
V Jihoafrické republice bylo studií prokázáno, že se dunovky proměnlivé nejčastěji vyskytovaly v blízkosti silničních krajnic a s rostoucí vzdáleností od silnic se jejich počty rapidně snižovaly. Bylo pozorováno, že tito plži dokáží konzumovat velmi širokou škálu rostlin, včetně endemických a introdukovaných druhů. Je významným škůdcem citrusů, vinné révy, luštěnin a obilovin. Hustota kolonií dunovek může dosáhnout 300 až 700 kusů na m². Aktivní jsou převážně v noci a zejména v obdobích vysoké vlhkosti, bez ohledu na teplotu.
Většina dunovek proměnlivých má roční životní cyklus, někteří jedinci dospívají ve dvou letech. Rozmnožují se v létě a na podzim. V populacích v teplých oblastech, kde po celý rok převládá estivace (např. v Izraeli), si někteří jedinci zachovávají nedospělou velikost a rudimentální stav genitálního systému; tento stav se nazývá jako infantilismus a pomáhá samoregulaci populací. Populace dunovek je též regulována vlhkostí.
Při rozmnožování používá dunovka proměnlivá tzv. šípy lásky (gypsobelum), kdy před pářením na sebe plži vystřelí uhličitanový nebo chitinový bodák, kterým prorazí kůži a spojí tak oba plže, aby se mohli pářit. Po oplodnění nakladou obě dunovky vajíčka, velká asi 2,2 mm.
Dunovka proměnlivá je mezihostitelem motolice Brachylaima cribbi.

## Galerie poddruhů
Dunovka proměnlivá má řadu poddruhů, lišících se zejména zbarvením ulity.

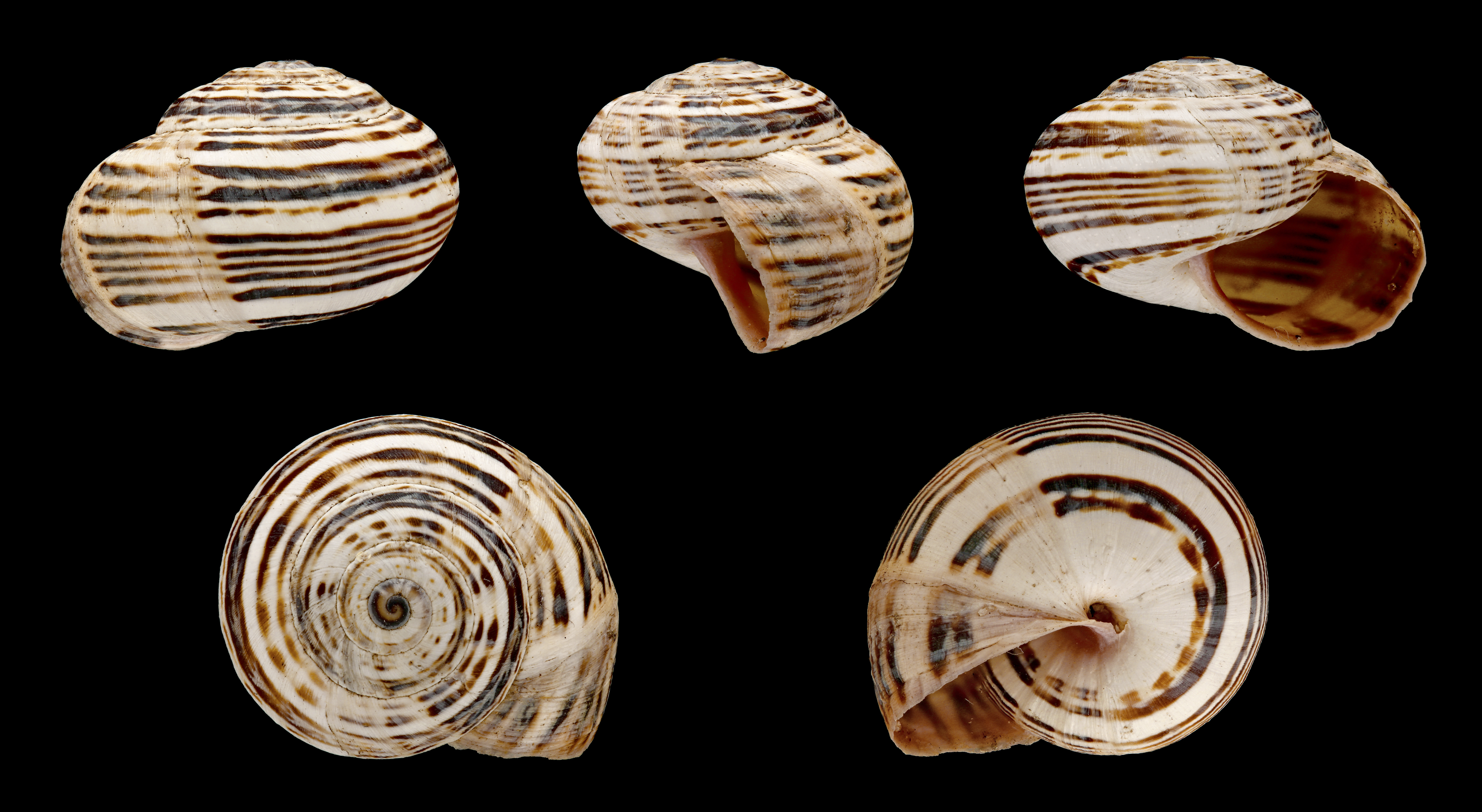
Theba pisana pisana
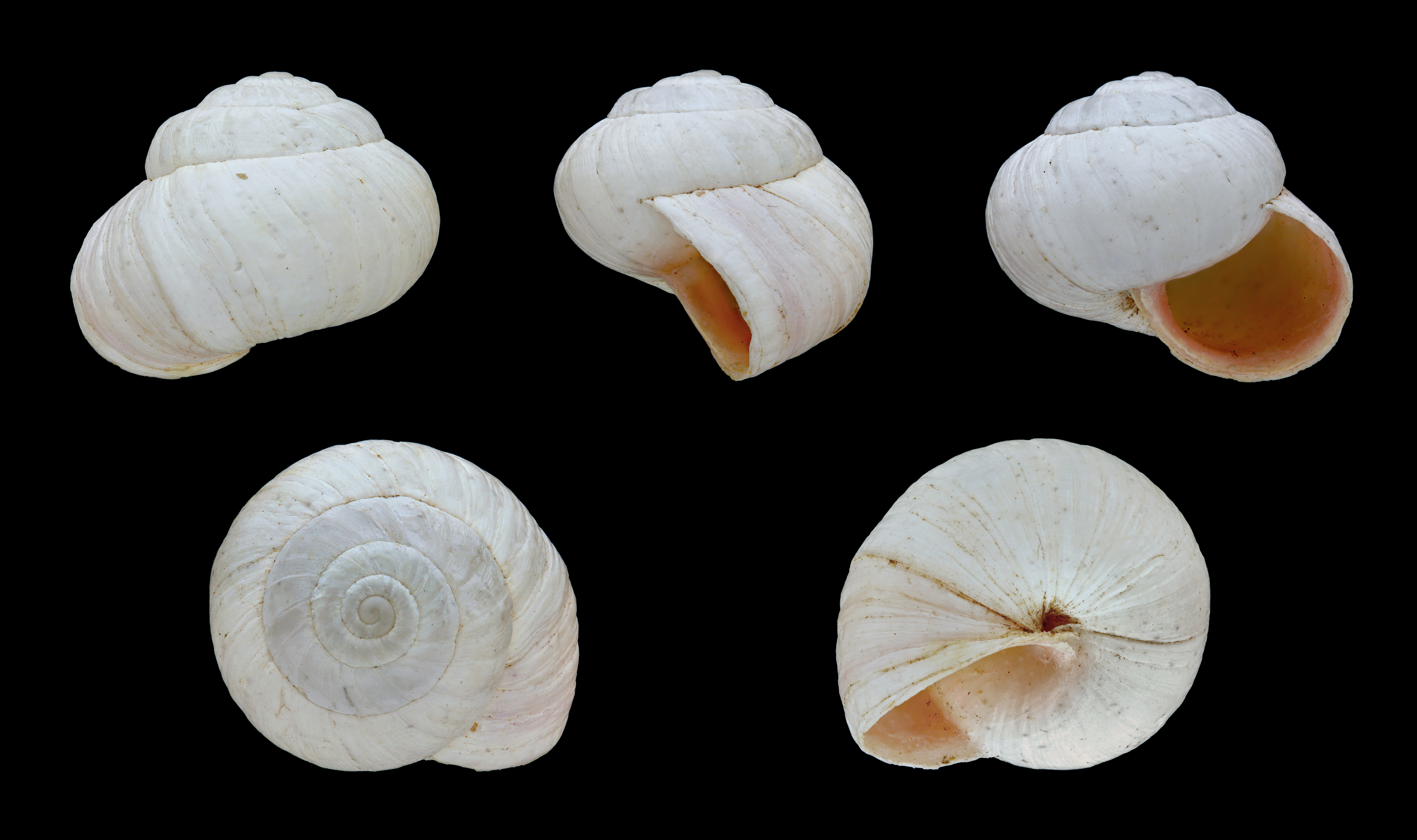
Theba pisana pisana
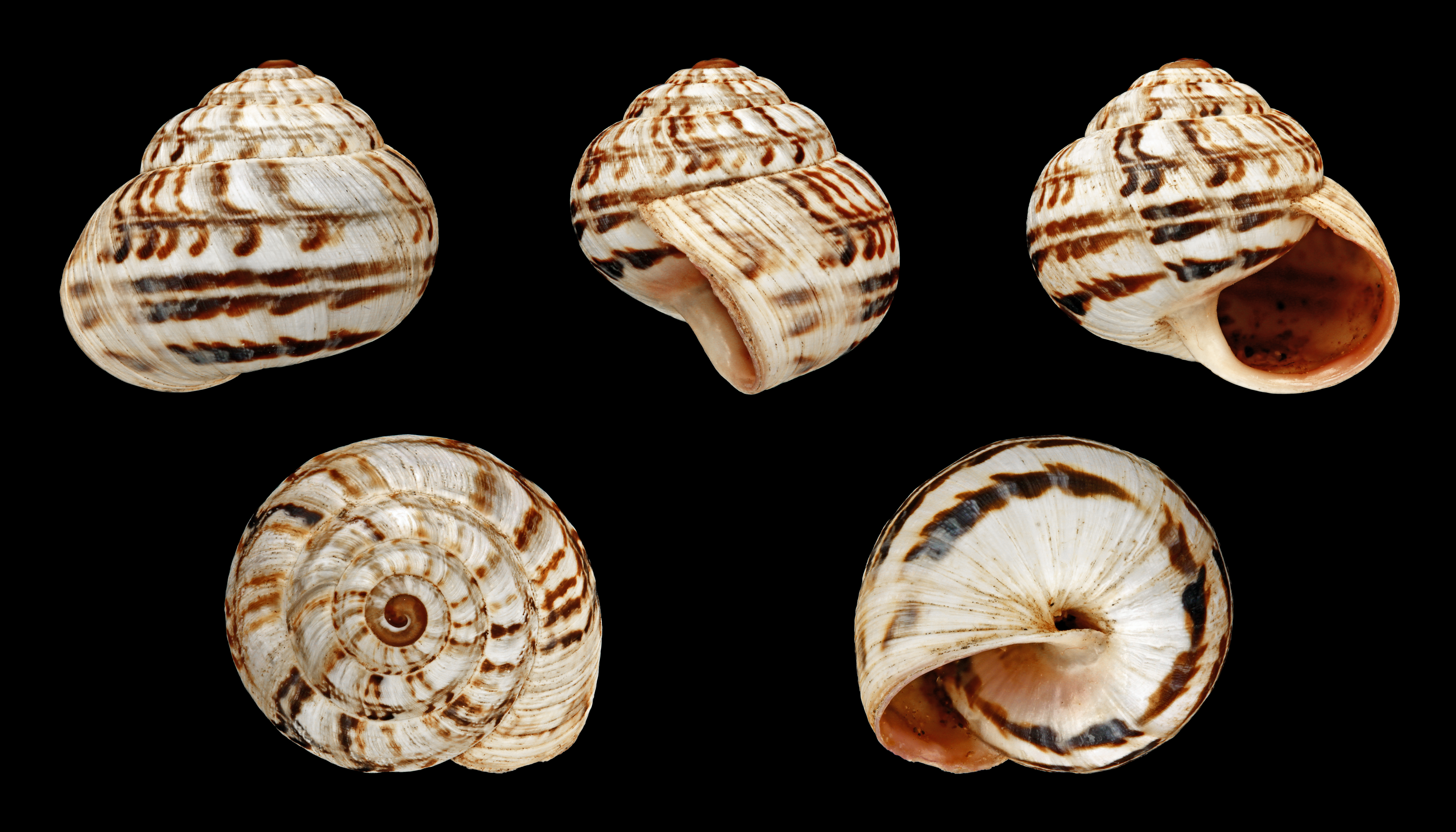
Theba pisana ampullacea
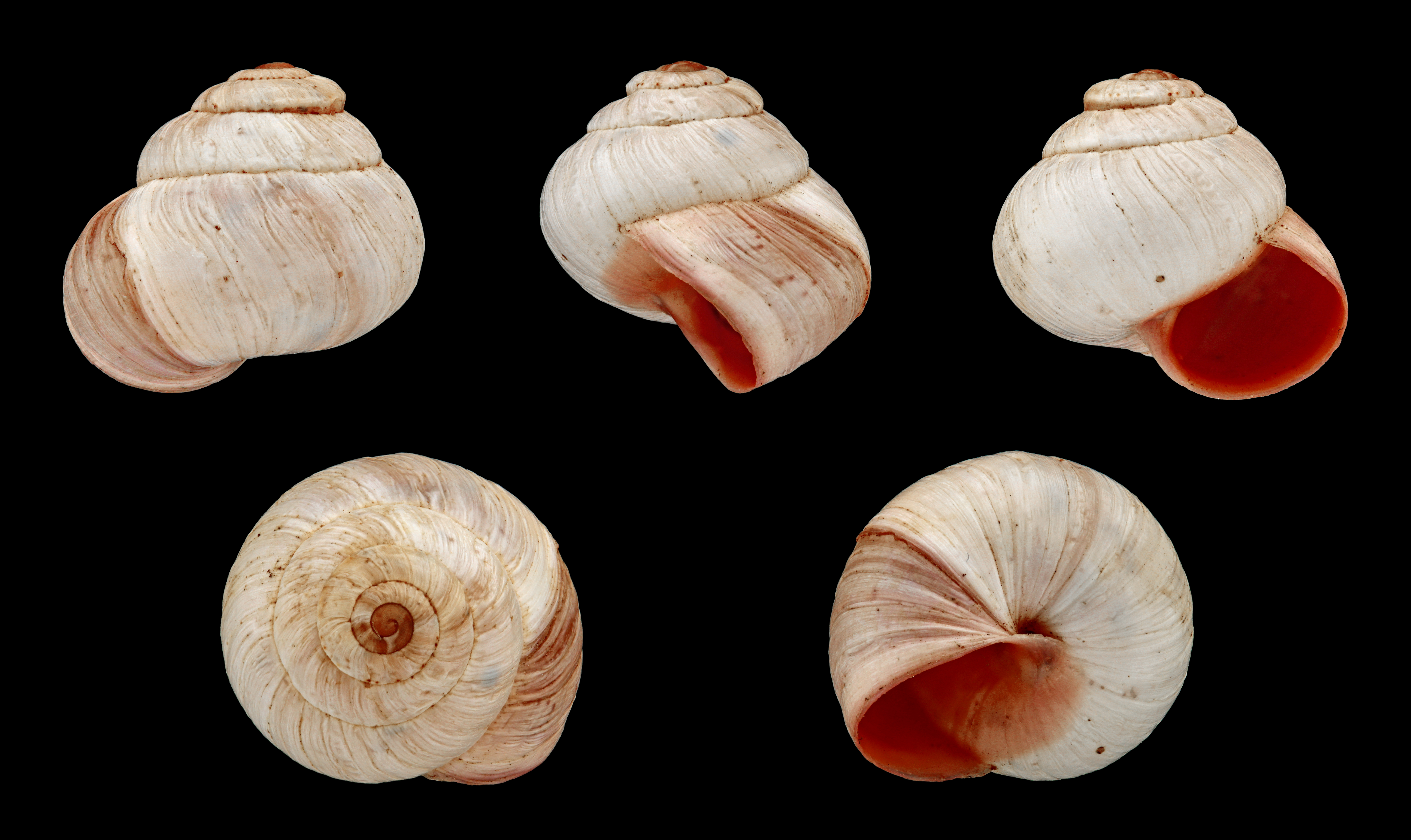
Theba pisana ampullacea
Theba pisana carpiensis
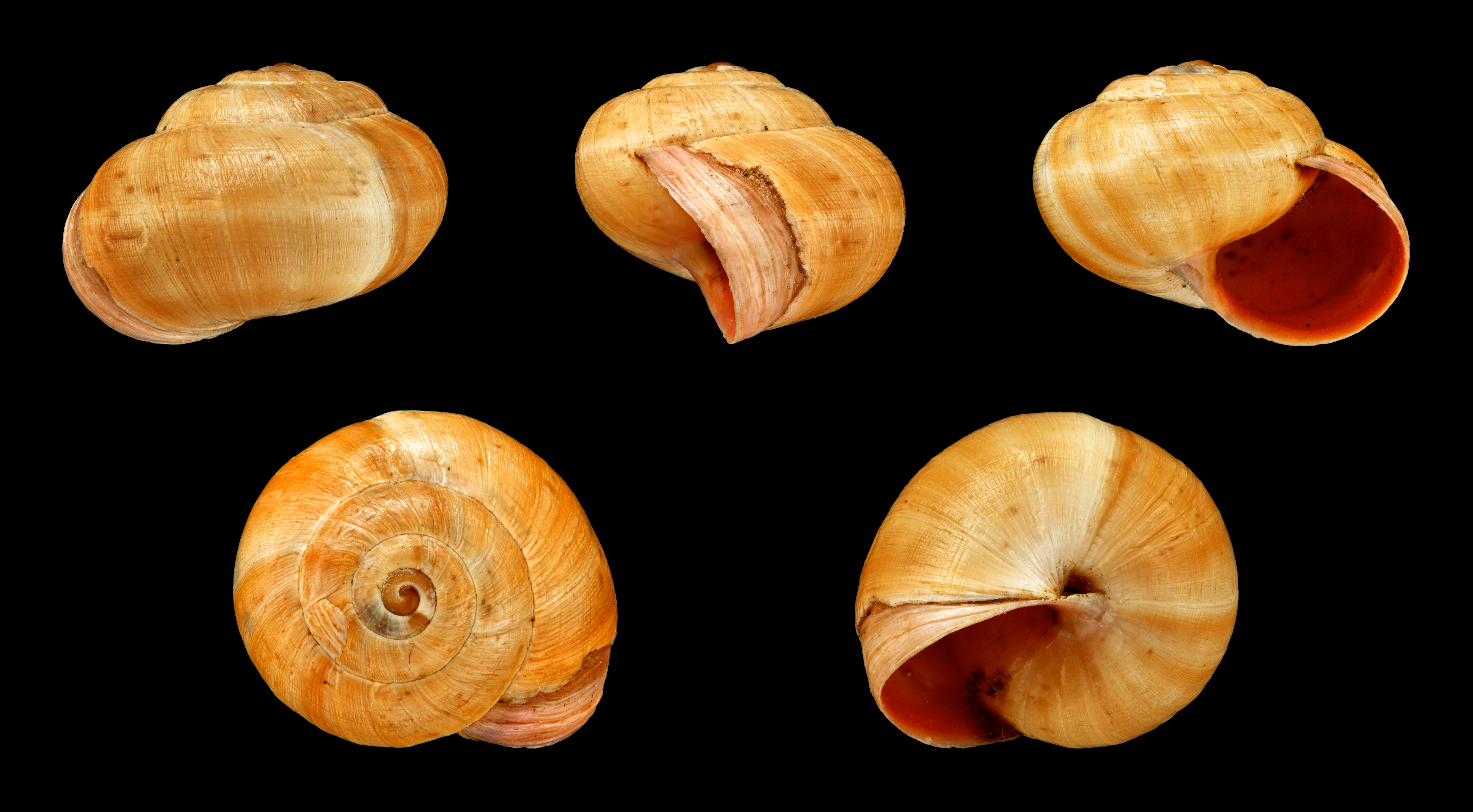
Theba pisana concolor
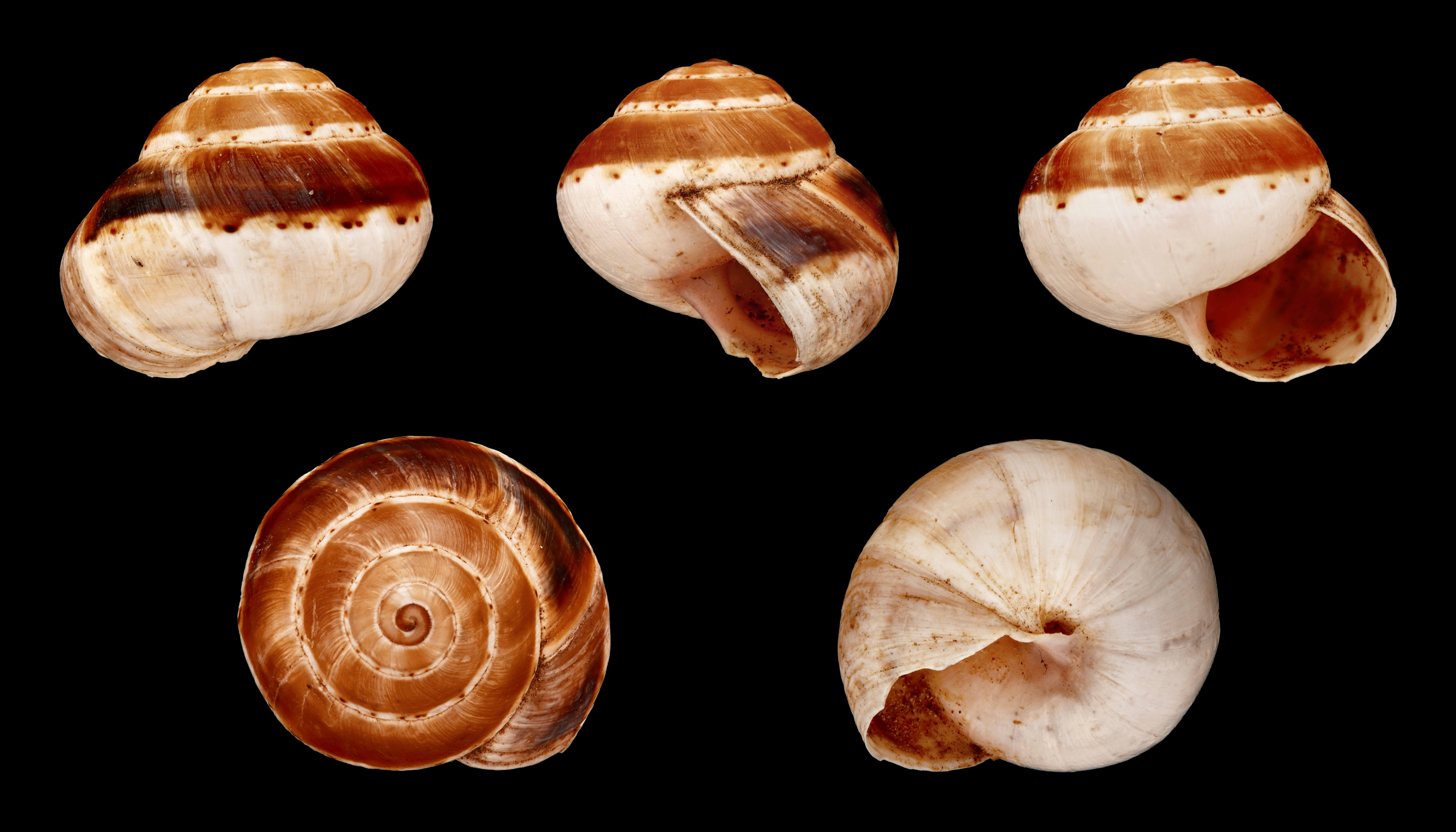
Theba pisana dermoi
Theba pisana fauxrosea
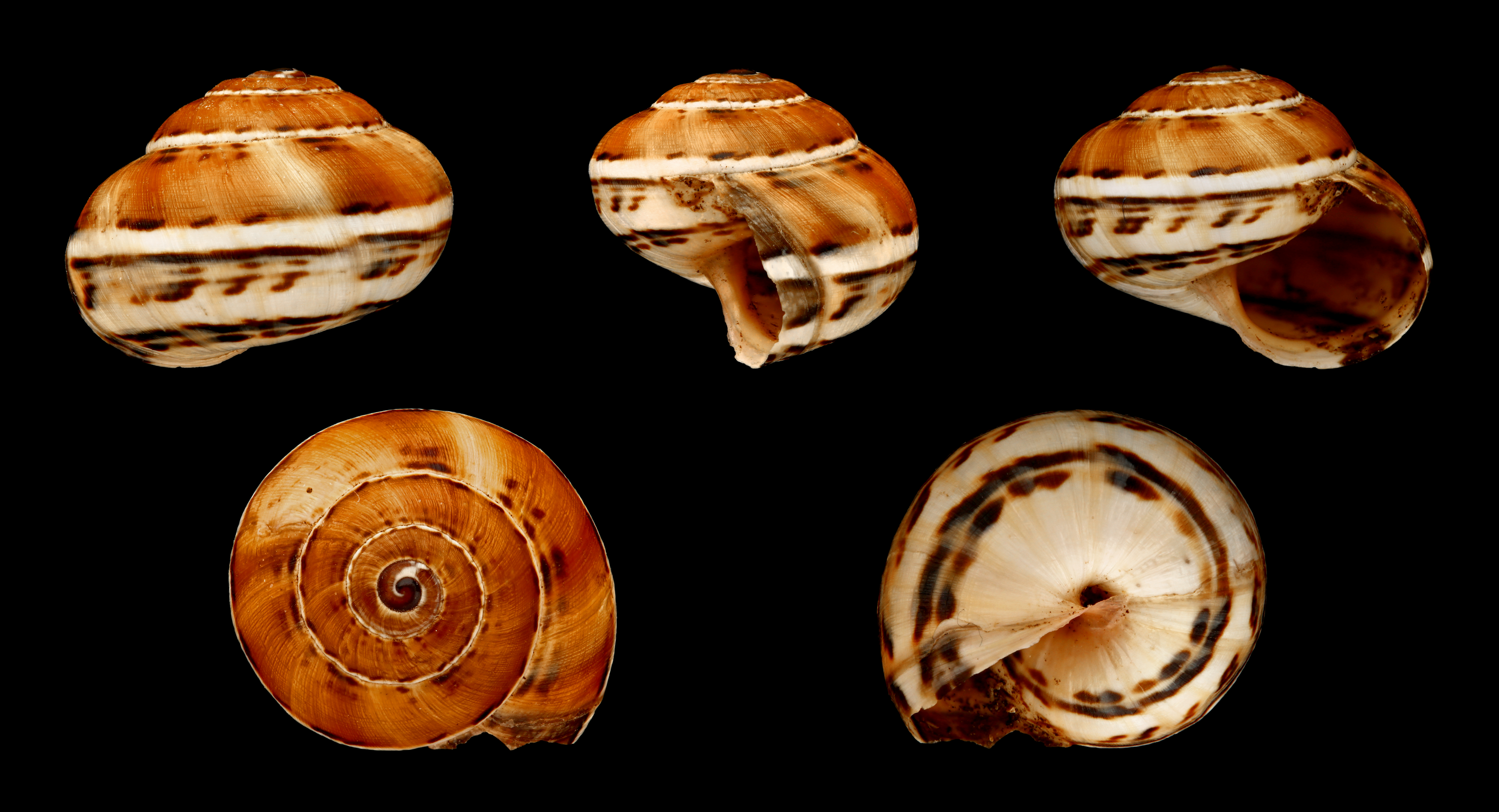
Theba pisana ferruginea
Theba pisana lineolata
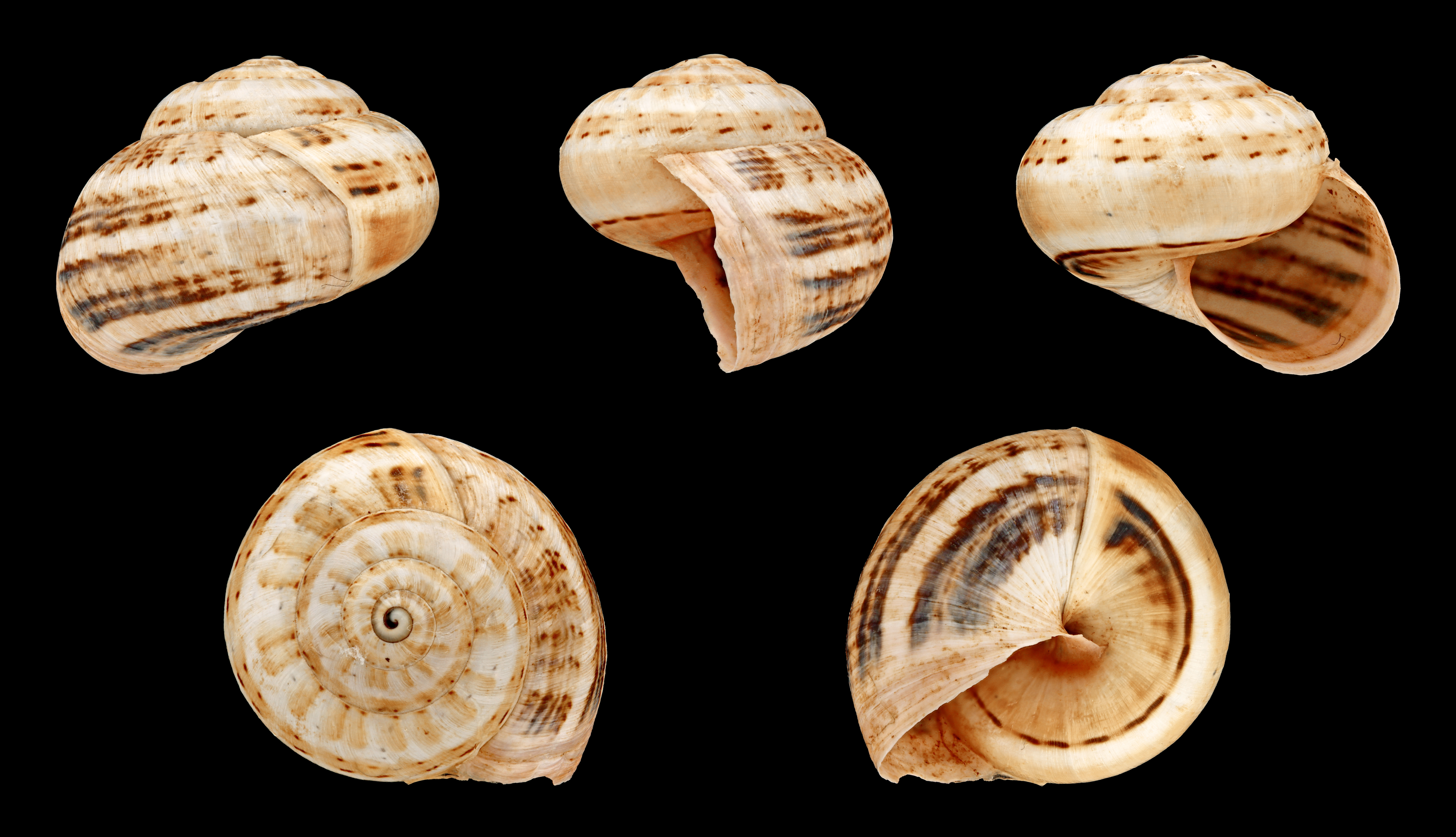
Theba pisana major
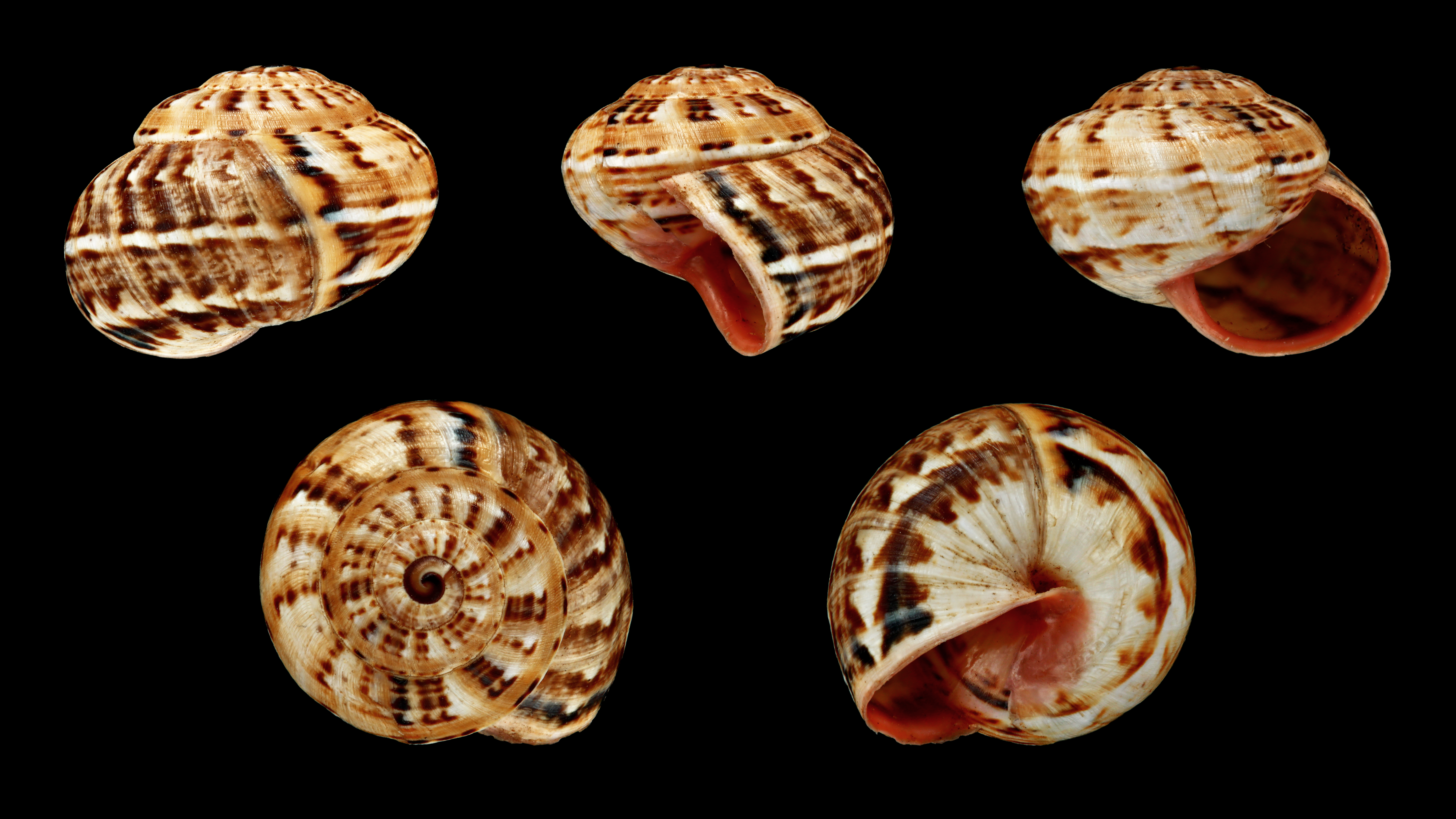
Theba pisana minor
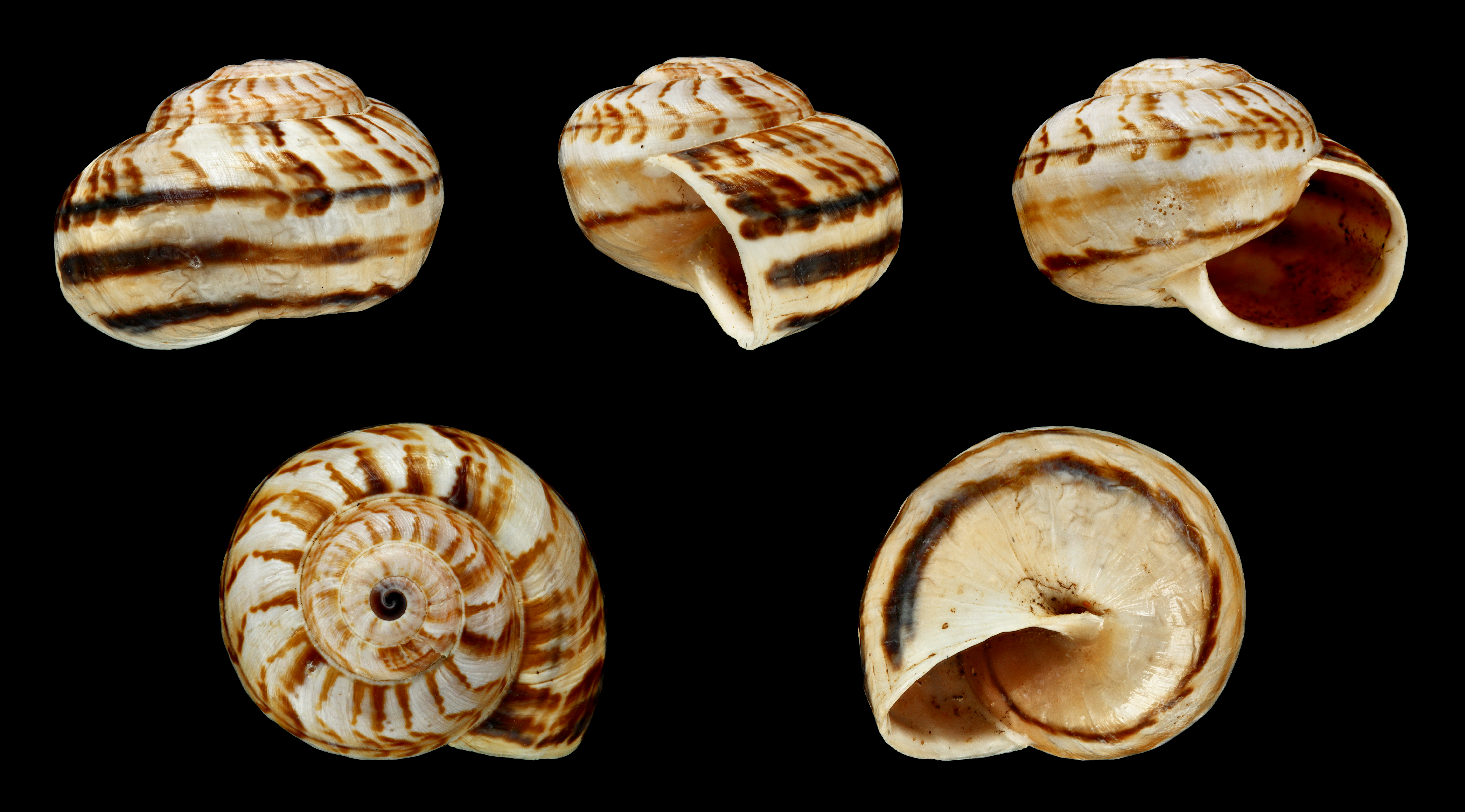
Theba pisana musica
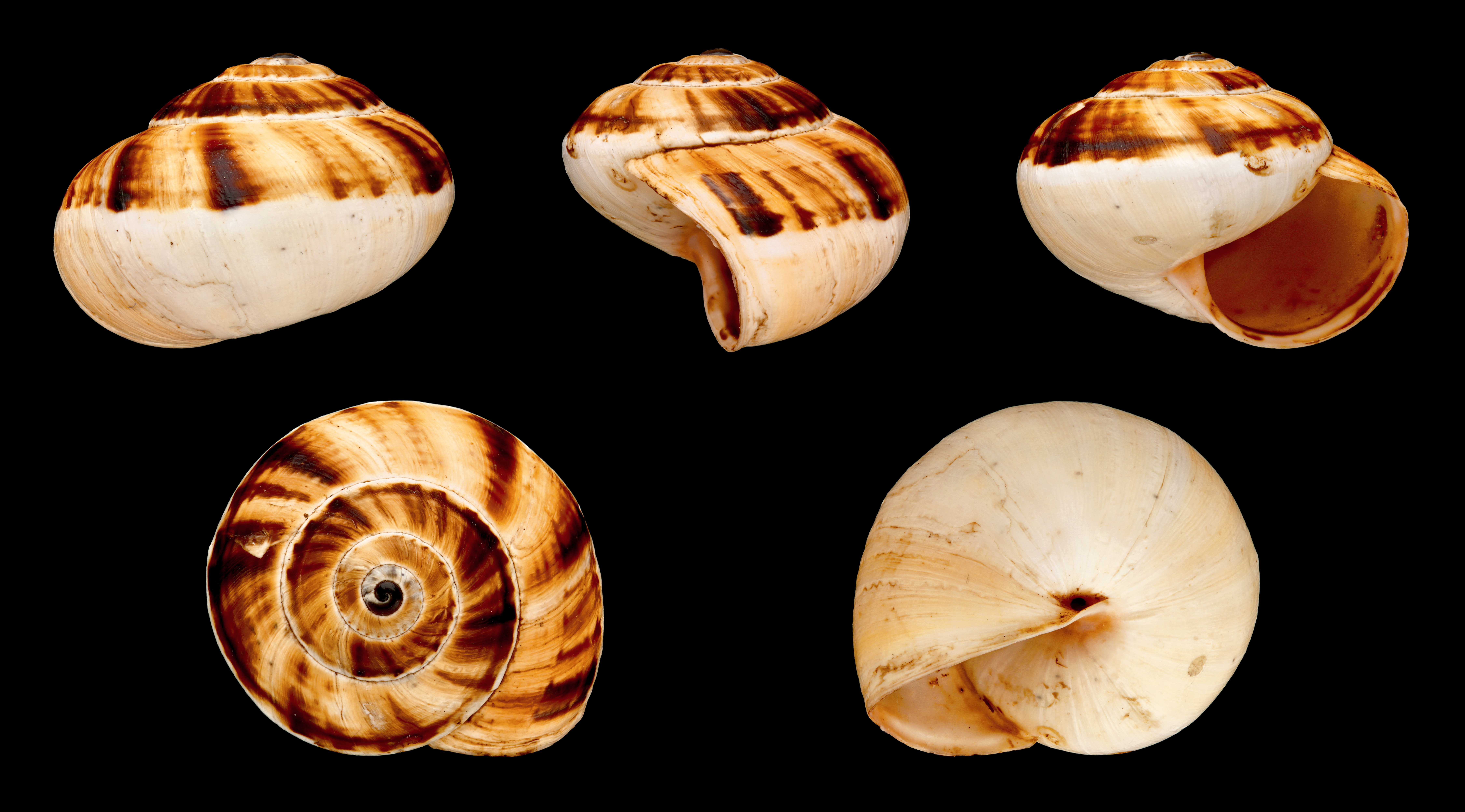
Theba pisana semifulva
Theba pisana sertum